# Sofia Rågenklint
Jennie Sofia Jessica Rågenklint, ursprungligen Fransson, född 15 september 1974 i Skövde församling i dåvarande Skaraborgs län, är en svensk programledare. Hon är bland annat förknippad med djur- och naturrelaterade TV-program. Rågenklint är programledare för Fråga doktorn.

## Biografi
Rågenklint är uppvuxen i Äppelbo i Dalarna. Hon har tidigare arbetat på en resebyrå. Hon var Fröken Sverige-kandidat för Dalarna 1999 och slutade på tredje plats i finalen. Efter tävlingen arbetade hon vid lokal-TV i Sälen som reporter.
År 1999 medverkade Rågenklint som tävlande i TV3:s Jakten på ökenguldet. År 2000 började hon på TV4 som hallåa. När TV-programmet Ordjakten startade på TV4 i februari 2003 var hon programledare tillsammans med Linda Bengtzing. Hösten 2003 blev hon bland annat programledare för TV-programmen Djurvänner, Bingolotto plus samt Jakt & fiske i TV4 Plus.
Rågenklint har flera gånger medverkat i bygdespelet Trollbröllopet i Äppelbo där hon spelat huvudrollen. Rågenklint spelade även huvudrollen i musikalen Sound of Music för Borlänge Musikteater.
Från 2013 var Rågenklint programledare för Djursjukhuset i SVT samt Söndag med Sofia i Barnkanalen. I samband med programledarskapet för SVT-programmet Brottsligt utgav hon även en bok med samma titel år 2018. Med start 12 januari 2021 programleder Rågenklint Fråga doktorn hälsa i SVT.

## Familj
Den 30 juni 2001 gifte sig Rågenklint med sångaren Patrik Isaksson. Paret separerade våren 2003, och den formella skilsmässan var klar i februari 2004. Senare återförenades de och fick två söner innan de bröt sitt förhållande under hösten 2011.
Åren 2019–2022 var hon sambo med konstnären Jonas Nemeth och bosatt i nordvästra Skåne, efter ett  särboförhållande som inleddes 2015.
Sofia Rågenklint är dotter till den förre dansbandssångaren och låtskrivaren Bosse Fransson i Drifters.

## TV-program (i urval)
Nedanstående roll är som programledare, om inget annat noteras.
- Djurvänner, 2003
- Ordjakten, 2003
- Jakt och Fiske, 2004
- Djurhjälpen, 2004
- Thai Vets, TV4 2005 (reporter)
- Postkodlotteriets 50-50, TV4 2007
- Trollbröllopet, 2005-2009 (friluftsteater, huvudroll)
- Sound of Music, Borlänge Musikteater 2011-12 (huvudroll)
- Centralen och Dalatoppen, Sveriges Radio 2011-2013
- Skärgårdsdröm, TV8 2012
- Husräddarna, TV3 2012
- Min stora lata familj, TV3 2012
- Det stora matslaget, SVT 2013
- Söndag med Sofia, Barnkanalen 2013-16
- Musikhjälpen Extra, SVT 2013
- Djursjukhuset, SVT 2014-16
- Första hjälpen, SVT 2015
- Lilla djursjukhuset, Barnkanalen 2016
- Brottsligt[15], Barnkanalen (2017)
- Auktionssommar, SVT 2014+2018-2020
- Fråga doktorn hälsa, SVT 2021